# Shogo Onishi
Shogo Onishi (født 29. juli 1990) er en japansk fodboldspiller, som spiller for den japanske fodboldklub Kagoshima United FC.